# Kathryn Schulz
Kathryn Schulz, née en 1974 à Shaker Heights, est une journaliste et une autrice américaine.

## Biographie
Kathryn Schulz est une journaliste indépendante dont on a pu lire les articles dans le New York Times Magazine, Rolling Stone, The Nation, Foreign Policy, et The Boston Globe, parmi d’autres publications. Elle publie “The Wrong Stuff”, un blog de Slate (magazine), et contribue également au Freakonomics blog sur le site du New York Times.
Kathryn Schulz commence sa carrière journalistique au sein du défunt Feed Magazine, un des tout premier magazine en ligne. De 2001 à 2006, elle a édité le magazine en ligne Grist (magazine). Et auparavant, elle avait été reporter et éditrice du Santiago Times, à Santiago du Chili où elle chapeautait les questions environnementales, du travail et des droits de l’homme. Elle fut lauréate en 2003 du Pew Fellowship dans la catégorie Journalisme International (renommé depuis International Reporting Project) et a couvert des terrains aussi variés que l’Amérique Latine, le Japon, et plus récemment, le Moyen Orient. Elle est sortie de l'université Brown où elle étudia l’histoire. Elle est née et a grandi en Ohio, à Shaker Heights et vit actuellement à Hudson Valley dans l’état de New-York.
En 2016, elle remporte le Pulitzer de l'article de fond pour "The Really Big One", un récit scientifique sur la rupture de la ligne de faille de Cascadia.

## Livres
Kathryn Schulz est l’auteur de Being Wrong: Adventures in the Margin of Error (Avoir tort : aventures dans la marge d’erreur), qui constitue une exploration quasiment anthropologique des origines, de la nature et des conséquences de nos idées (préconçues) concernant la faillibilité de chacun.